# Шарова (посёлок)
Шарова (Шарово) — посёлок в Белинском районе Пензенской области России, входит в состав Поимского сельсовета.

## География
Посёлок расположен на берегу реки Поим в 6 км на северо-запад от центра поселения села Поим и в 26 км на северо-запад от райцентра города Белинский.

## История
Основано между 1864 и 1896 гг. при винокуренном заводе графа Шереметева. В 1896 г. – хутор Шереметьева Агаповской волости Чембарского уезда Пензенской губернии, 3 жилых строения, в них проживало 159 лиц мужского пола и 35 женского (ГАПО, ф. 294, оп. 1, е.хр. 6). 
На базе Шереметьевского хутора в 1919 г. создан Никольско-Поимский совхоз. С 1925  г. – совхоз «Красная звезда», директор – Савелий Андреевич Шаров, после смерти которого 18.8.1930 г. поселок назвали по его фамилии. C 1928 г. — посёлок в составе Редкодубского сельсовета в Поимском районе Пензенского округа Средне-Волжской области.  На 1.1.1934 г. совхоз имел пашни 1500 га, лошадей – 159, крупного рогатого скота – 265 (коров – 138), свиней – 253, тракторов – 5, постоянных рабочих – 203. C 1939 г. — центр Редкодубского сельсовета Поимского района в составе Пензенской области. С 1959 года — в составе Поимского сельсовета Белинского района. В 1980-е гг. – центральная усадьба совхоза «Овражный».

## Население
| 1896 | 1926 | 1939 | 1959 | 1979 | 1989 | 1996 |
| ---- | ---- | ---- | ---- | ---- | ---- | ---- |
| 194  | ↘137 | ↗545 | ↗860 | ↘568 | ↗740 | ↗785 |
| 2002 | 2010 |      |      |      |      |      |
| ↘724 | ↘639 |      |      |      |      |      |